# Апостольский викариат Сен-Пьера и Микелона
Апостольский викариат Сен-Пьера и Микелона, полное название — Апостольский викариат островов Сен-Пьера и Микелона (лат. Apostolicus Vicariatus Insularum Sancti Petri et Miquelonensis) — апостольский викариат Римско-Католической Церкви с центром в городе Сен-Пьер, Сен-Пьер и Микелон, Франция. Апостольский викариат Сен-Пьера и Микелона подчиняется непосредственно Святому Престолу и распространяет свою юрисдикцию на острова Сен-Пьер и Микелон. Кафедральным собором апостольского викариата Сен-Пьера и Микелона является церковь святого Петра.

## История
В 1763 году Святой Престол учредил апостольскую префектуру Сен-Пьера и Микелона, выделив её из епархии Квебека (сегодня — Архиепархия Квебека).
16 ноября 1970 года Римский папа Павел VI издал буллу «Catholicae Ecclesiae», которой преобразовал апостольскую префектуру Сен-Пьера и Микелона в апостольский викариат.

## Ординарии апостольского викариата
- епископ Жирар C.S.Sp[1] (22.01.1766 — ?);
- епископ Жюльен-Франсуа Беке C.S.Sp. (28.04.1767 — 1775);
- епископ Паради C.S.Sp. (1788—1793);
- епископ де Лонгвиль (1788—1793);
- епископ Олиивье (1816 — 7.09.1842);
- епископ Аматор Щарло C.S.Sp. (1842—1853);
- епископ Жан-Мари Ле Эллоко (22.06.1853 — 1864);
- епископ Ле Турну (1864 — ?);
- епископ Тибери (1893 — ?);
- епископ Кристоф-Луи Легасс (1898 — 6.12.1915) — назначен епископом Орана;
- епископ Джузеппе Остер C.S.Sp. (1916—1922);
- епископ Шарль Жозеф Эц (9.11.1922 — 1933);
- епископ Альфонсо Пуассон C.S.Sp. (1933—1945);
- епископ Раймондо Энрико Мартин C.S.Sp. (23.11.1945 — 1966);
- епископ Франсуа Жозеф Море C.S.Sp. (17.05.1966 — 17.02.2000);
- епископ Люсьен Проспер Эрнест Фишер C.S.Sp. (17.02.2000 — 19.06.2009);
- епископ Пьер-Мари Гаши C.S.Sp. (19.06.2009 — по настоящее время).

## Источник
- Annuario Pontificio, Libreria Editrice Vaticana, Città del Vaticano, 2003, ISBN 88-209-7422-3
- Bolla Catholicae Ecclesiae, AAS 63 (1971), стр. 263  (лат.)